# BTR-3
BTR-3 je ukrajinský obrněný transportér s pohonem 8x8.

## Vývoj
Historie nového obrněného transportéru se začala psát v roce 2000. Celý projekt byl koordinován firmou ADCOM Manufacturing company Ltd. WLL ze Spojených arabských emirátů.
První vozidlo bylo vyrobeno na základě BTR-94 – modernizované verze sovětského BTR-80 vyvinutého na objednávku z Jordánska. Prototyp byl dokončen v roce 2002 a kromě domácích podniků se na jeho vývoji podílely i společnosti z USA (Transmission) a Německa (Deutz AG).
Pro výrobu těchto obrněnců se používá ocel jak tuzemská, tak belgická, polská a finská. Pro výrobu jednoho stroje musí být ovšem použita jen jedna.

## Design

### Výzbroj
BTR-3 může být vybaven bojovými moduly KBA-105 „Škval“, BM-3M, nebo BM-7. Výzbroj tak může tvořit 30mm kanón, protitankové řízené střely, granátomet KBA-117 a kulomety.

### Pohon
Vozidlo pohání vznětový motor Deutz BF6M1015 o výkonu 326 s automatickou převodovkou Allison MD3066. Na přání zákazníka lze transportér vybavit i motorem Mecedez-Benz.

## Uživatelé
- Ázerbájdžán - 3 vozidla, vybavená kulomety ráže 12,7 mm
- Čad - 12 vozidel
- Ekvádor - 3, ve verzi BTR-3U
- Kazachstán - 2 BTR-3E
- Myanmar (Barma) - 210 BTR-3U, celkem objednáno 1000 kusů
- Nigérie - 51 vozidel v několika verzích (30 BTR-3UN, 6 BTR-3UK, 4 BTR-3UR a 11 BTR-3E)
- Thajsko - 180 vozidel ve verzích BTR-3E1, BTR-3K, BTR-3C, BTR-3M1 / 2, BTR-ZBR a BTR-3RK
- Súdán - 10 BTR-3E1, ve službě od roku 2011
- Spojené arabské emiráty - 90 vozidel
- Ukrajina - ve službě by se mělo nacházet zhruba 200 obrněnců